# Episodi di Sanford and Son (quinta stagione)
La quinta stagione della sit-com Sanford and Son è stata trasmessa negli Stati Uniti dal 12 settembre 1975. In Italia questa stagione è trasmessa in prima visione su Italia 1.
| nº | Titolo originale                      | Titolo italiano | Prima TV USA      | Prima TV Italia |
| -- | ------------------------------------- | --------------- | ----------------- | --------------- |
| 1  | Earthquake II                         |                 | 12 settembre 1975 |                 |
| 2  | Divorce, Sanford Style                |                 | 19 settembre 1975 |                 |
| 3  | Bank on This                          |                 | 26 settembre 1975 |                 |
| 4  | The Sanford Arms                      |                 | 3 ottobre 1975    |                 |
| 5  | Steinberg and Son                     |                 | 10 ottobre 1975   |                 |
| 6  | Brother, Can You Spare an Act?        |                 | 17 ottobre 1975   |                 |
| 7  | Della, Della, Della                   |                 | 31 ottobre 1975   |                 |
| 8  | Donna Pops the Question               |                 | 7 novembre 1975   |                 |
| 9  | My Fair Esther                        |                 | 14 novembre 1975  |                 |
| 10 | Sanford and Rising Son                |                 | 21 novembre 1975  |                 |
| 11 | The Olympics                          |                 | 5 dicembre 1975   |                 |
| 12 | Ebenezer Sanford                      |                 | 12 dicembre 1975  |                 |
| 13 | The Oddfather                         |                 | 2 gennaio 1976    |                 |
| 14 | Can You Chop This?                    |                 | 9 gennaio 1976    |                 |
| 15 | Greatest Show in Watts                |                 | 16 gennaio 1976   |                 |
| 16 | Fred Sanford Has a Baby               |                 | 23 gennaio 1976   |                 |
| 17 | The TV Addict                         |                 | 30 gennaio 1976   |                 |
| 18 | Lamont in Love                        |                 | 6 febbraio 1976   |                 |
| 19 | The Escorts                           |                 | 13 febbraio 1976  |                 |
| 20 | The Engagement Man Always Rings Twice |                 | 20 febbraio 1976  |                 |
| 21 | The Director                          |                 | 27 febbraio 1976  |                 |
| 22 | A Pain in the Neck                    |                 | 5 marzo 1976      |                 |
| 23 | Sergeant Gork                         |                 | 12 marzo 1976     |                 |
| 24 | The Camping Trip                      |                 | 19 marzo 1976     |                 |